# Kenti Robles
Vaitiare Kenti Robles Salas (* 15. Februar 1991 in Mexiko-Stadt) ist eine mexikanisch-spanische Fußballspielerin. Ihre bevorzugte Position ist die rechte Außenverteidigung.

## Karriere

### Verein
Kenti Robles begann ihre Laufbahn als Fußballspielerin mit 14 Jahren in der Jugend von Espanyol Barcelona. Im Jahr 2009 stieg sie in die erste Mannschaft auf und gewann in jener Spielzeit die Copa de la Reina durch ein 3:1 im Endspiel gegen Rayo Vallecano. In der Spanischen Meisterschaft erreichte ihr Klub ebenfalls das Finale gegen Rayo, unterlag hier aber mit 1:2 nach Hin- und Rückspiel. In der folgenden Spielzeit erreichte Kenti Robles mit Espanyol erneut die Endspiele der Copa de la Reina sowie der Meisterschaft, im Pokal scheiterte ihre Mannschaft mit 0:1 am FC Barcelona und in der Meisterschaft mit 3:4 nach Hin- und Rückspiel erneut an Rayo Vallecano.
Zur Spielzeit 2011/12 unterschrieb Kenti Robles für den Lokalrivalen FC Barcelona. Mit ihrem neuen Team konnte sie dreimal in Folge die spanische Meisterschaft gewinnen. Sowohl 2012/13 als auch 2013/14 gelang ihr zudem das Double aus Liga und Pokalbewerb. Am 4. Oktober 2012 debütierte sie gegen Arsenal Women FC in der UEFA Women’s Champions League, ihre Mannschaft unterlag im Sechzehntelfinale nach Hin- und Rückspiel mit 0:7. In der darauffolgenden Saison erreichte sie mit dem FC Barcelona das Viertelfinale, wo ihre Mannschaft jedoch mit 0:5 am VfL Wolfsburg scheiterte. Zur Saison 2014/15 kehrte sie zu Espanyol Barcelona zurück, kam in der Meisterschaft jedoch über Platz vier und im Pokal über das Viertelfinale nicht hinaus.

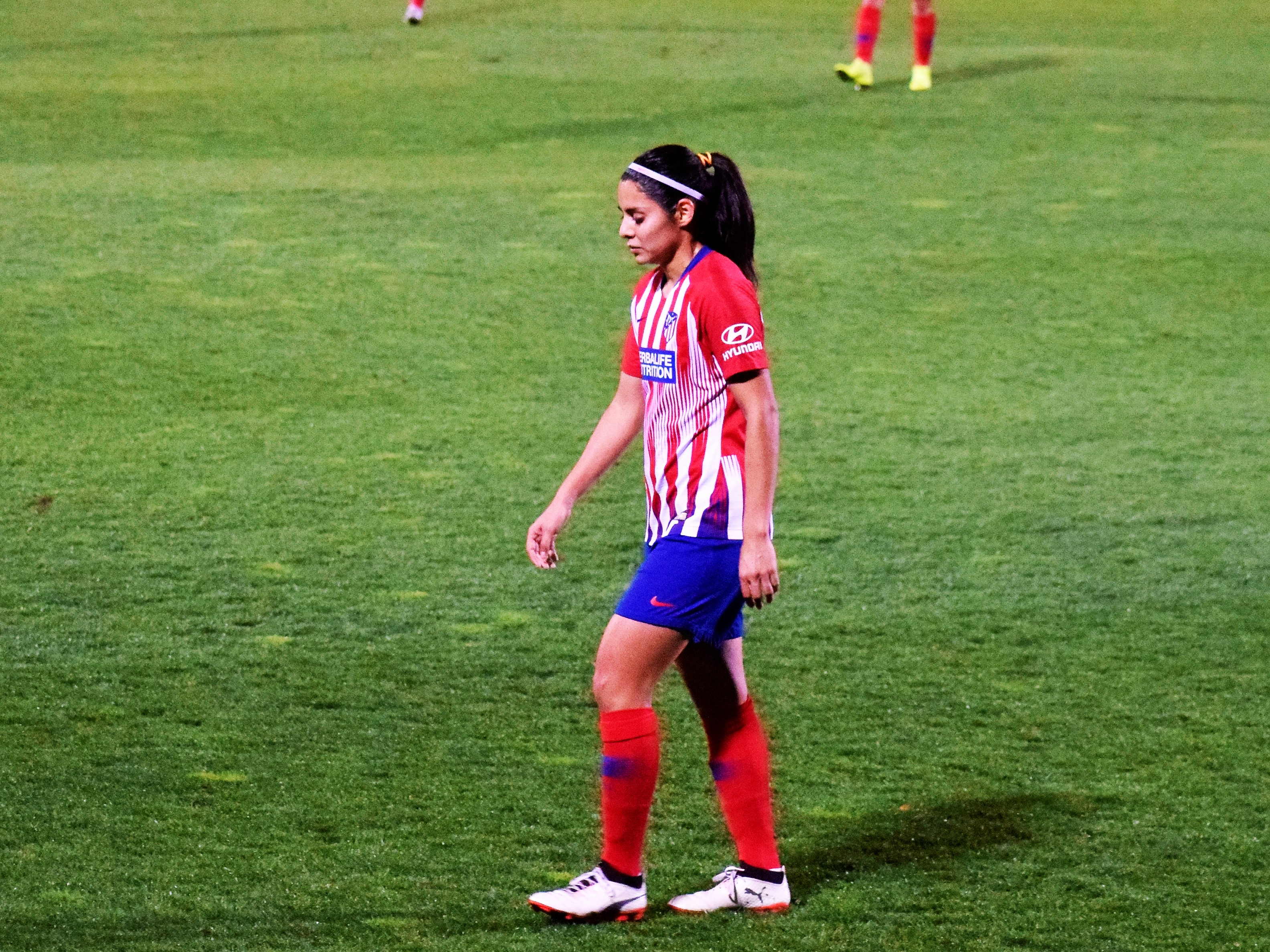
Kenti Robles im Oktober 2018 in den Reihen von Atlético Madrid.

Im Sommer 2015 verpflichtete Atlético Madrid die mexikanische Außenverteidigerin und beim Klub aus der spanischen Hauptstadt sollte sie erneut zahlreiche Erfolge feiern. Bereits in ihrer ersten Spielzeit gelang der Gewinn im nationalen Pokal durch ein 3:2 im Endspiel gegen ihren Ex-Klub FC Barcelona. Darauf folgten 2016/17, 2017/18 und 2018/19 drei Siege in Folge in der spanischen Meisterschaft. In der UEFA Champions League glückte sowohl 2015/16 als auch 2018/19 der Einzug ins Achtelfinale, wo ihre Mannschaft an Olympique Lyon bzw. VfL Wolfsburg scheiterte.
Im Sommer 2020 verlängerte Kenti Robles ihren Vertrag bei Atlético Madrid nicht und gab im Anschluss ihren Wechsel zur neugegründeten Frauenfußballsektion von Real Madrid bekannt. Mit den Königlichen bestritt sie vier Spielzeiten, in denen sie drei in der Liga als Vizemeister beendete. Zudem nahm sie von 2021 bis 2024 an der UEFA Women’s Champions League teil, wobei die Viertelfinalteilnahme 2021/22 das beste Resultat bleiben sollte. In der Saison 2022/23 erreichte Kenti Robles mit Real Madrid das Endspiel der Copa de la Reina, wo sie jedoch im Elfmeterschießen gegen den Stadtrivalen Atlético verlor. Im Sommer 2024 lief ihr Vertrag aus, woraufhin sie zum CF Pachuca in die Liga MX Femenil wechselte.

### Nationalmannschaft
Kenti Robles hatte als spanisch-mexikanische Doppelstaatsbürgerin die Möglichkeit, sich für eine der beiden Nationalmannschaften zu entscheiden. Sie wählte Mexiko und nahm im Sommer 2010 mit der U-20 an der Weltmeisterschaft in Deutschland teil. Mexiko zog überraschend ins Viertelfinale ein, nachdem man in der Gruppenphase den ersten Platz vor den höher eingeschätzten Mannschaften aus Nigeria, England und Japan erreicht hatte. Dort verloren die Mexikanerinnen gegen den späteren Bronzemedaillengewinner Südkorea. Kenti Robles wurde für ihre guten Leistungen in die Mannschaft des Turniers gewählt.
Noch im selben Jahr, am 17. Oktober 2010, feierte Kenti Robles in einem Freundschaftsspiel gegen Australien ihr Debüt in der Mexikanischen A-Nationalmannschaft. Beim wenig später ausgetragenen CONCACAF Women’s Gold Cup überraschte sie mit ihrem Nationalteam durch einen 2:1-Erfolg im Halbfinale gegen die USA. Im Endspiel verloren die Mexikanerinnen mit 0:1 gegen Kanada. Damit gelang ihrem Nationalteam zugleich die direkte Qualifikation für die WM 2011. Bei dieser scheiterte Kenti Robles jedoch mit ihrer Mannschaft in der Gruppenphase. Noch im selben Jahr glückte bei den Panamerikanischen Spielen der dritte Platz. Im Jahr 2014 gelang Kenti Robles beim CONCACAF Gold Cup durch den dritten Endrang die Qualifikation für die Weltmeisterschaft 2015, wie schon vier Jahre zuvor, kam Mexiko hier nicht über die Gruppenphase hinaus. Bei den Panamerikanischen Spielen im selben Jahr erreichte Kenti Robles mit Mexiko die Bronzemedaille. Ihr erster Turniererfolg mit Mexiko gelang Kenti Robles bei den Zentralamerika- und Karibikspielen 2018, wo sich ihre Mannschaft im Endspiel mit 3:1 gegen Costa Rica durchsetzte. Den Titel konnte sie im Jahr 2023 durch einen 2:1-Finalsieg gegen Venezuela erfolgreich verteidigen.

## Persönliches
Kenti Robles kam als Tochter einer peruanischen Mutter und eines mexikanischen Vaters in Mexiko-Stadt zur Welt. Im Alter von acht Jahren übersiedelte sie mit ihrer Mutter und deren spanischen Lebensgefährten nach Barcelona, wo Kenti Robles ihre Schulbildung absolvierte und danach an der Universität Barcelona ihren Abschluss in Pädagogik machte. An der Universität UNIR beendete sie daraufhin im Fernstudium ihre Lehrerausbildung.

## Erfolge
Verein
- Spanische Meisterschaft (6): 2011/12, 2012/13, 2013/14, 2016/17, 2017/18, 2018/19
- Spanischer Pokal (4): 2009/10, 2012/13, 2013/14, 2015/16

Mexikanische Nationalmannschaft
- Zentralamerika- und Karibikspiele 2018 und 2023: Goldmedaille
- Panamerikanische Spiele 2015: Bronzemedaille
- CONCACAF Women’s Gold Cup 2014: 3. Platz
- Panamerikanische Spiele 2011: Bronzemedaille
- CONCACAF Women’s Gold Cup 2010: 2. Platz

Persönliche Ehrungen
- Mannschaft des Turniers bei der U-20-WM 2010